# Société anonyme des Charbonnages de la Grande Bacnure

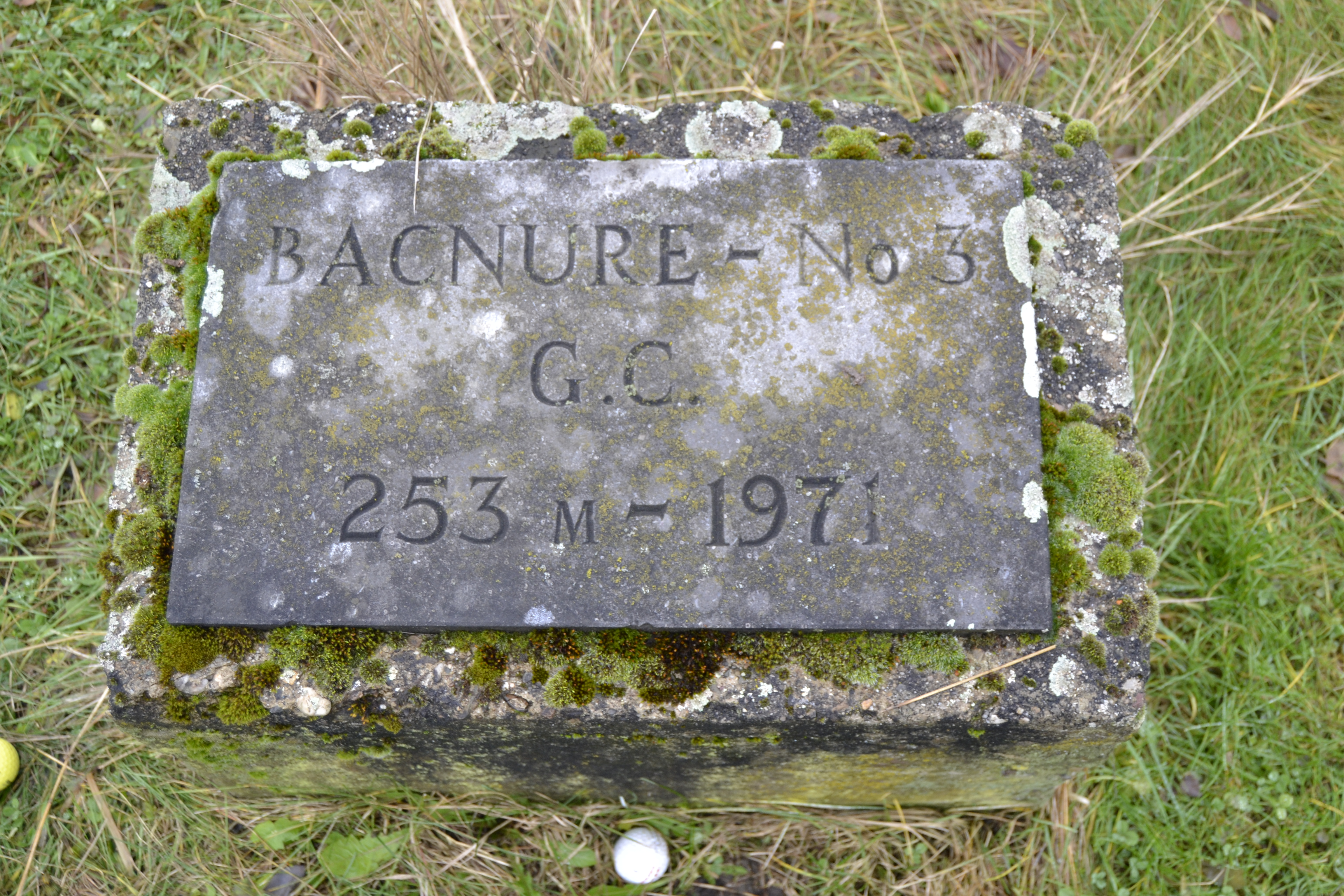
Tombe du puits n°3 de l'ancien charbonnage de la Grande Bacnure

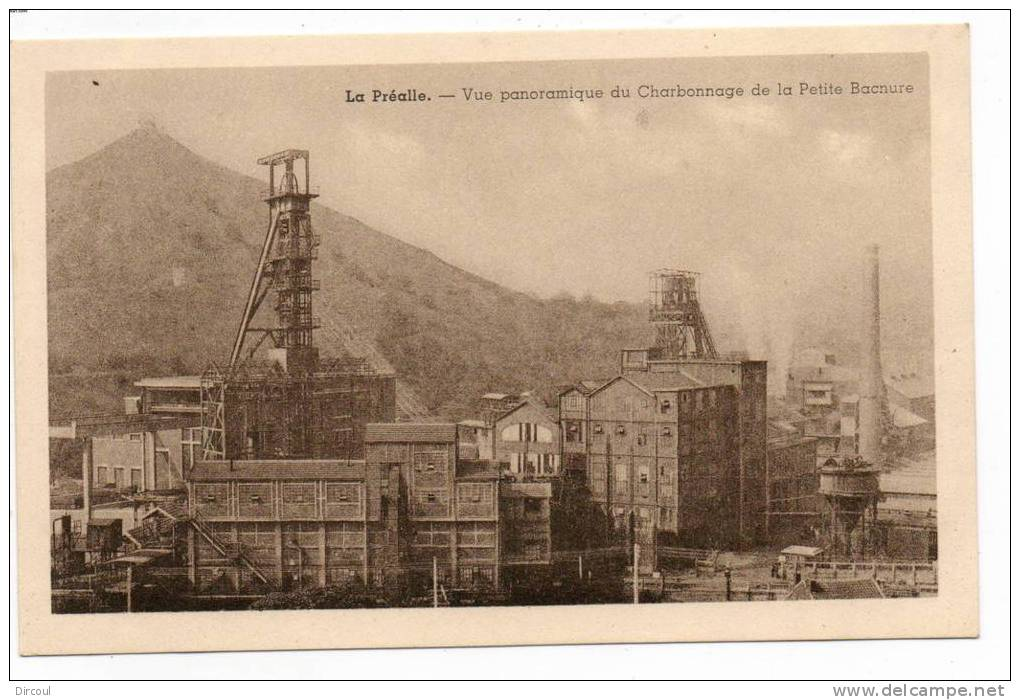
Ancien charbonnage de la Petite Bacnure

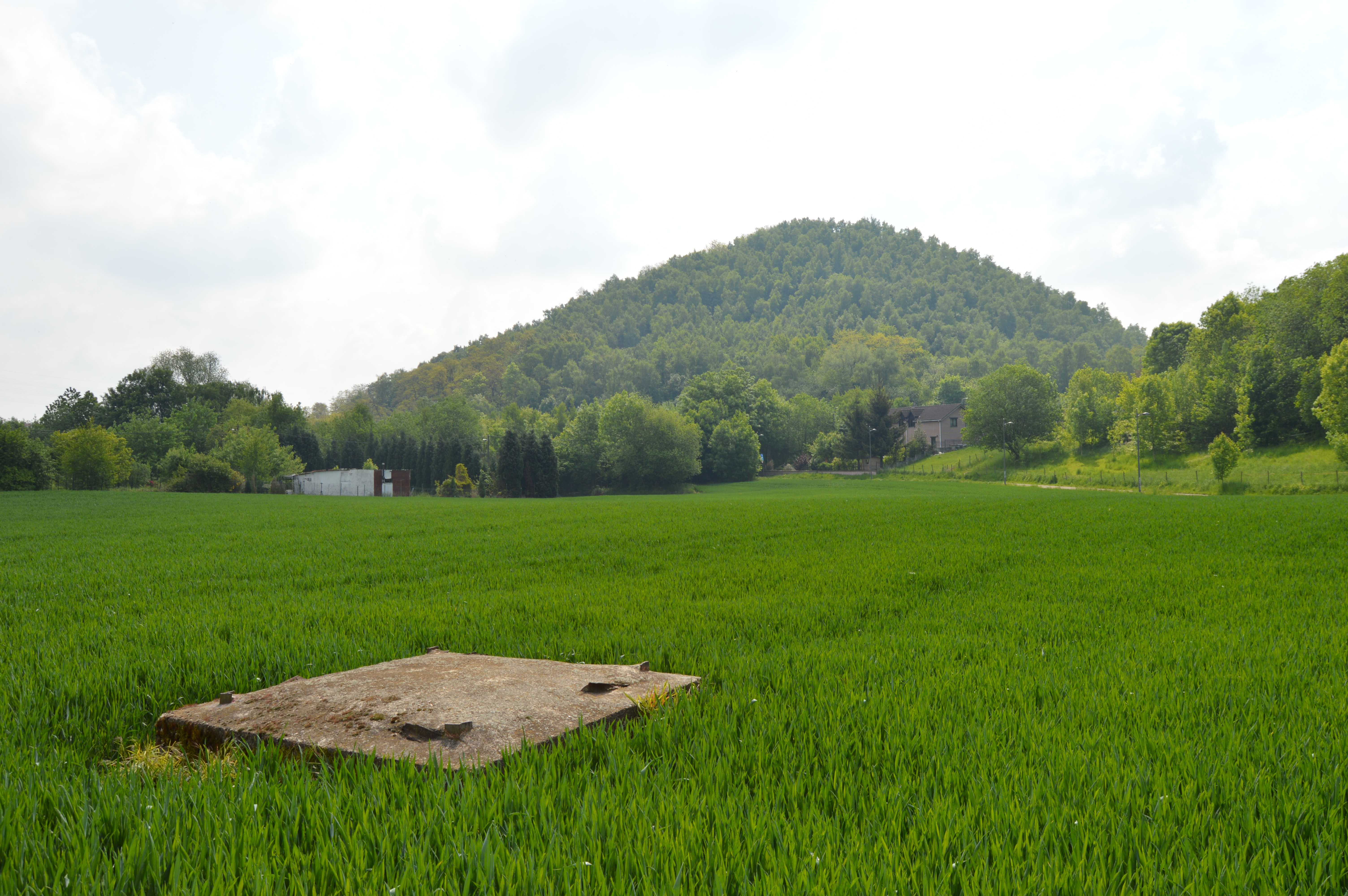
Terril de la Petite Bacnure

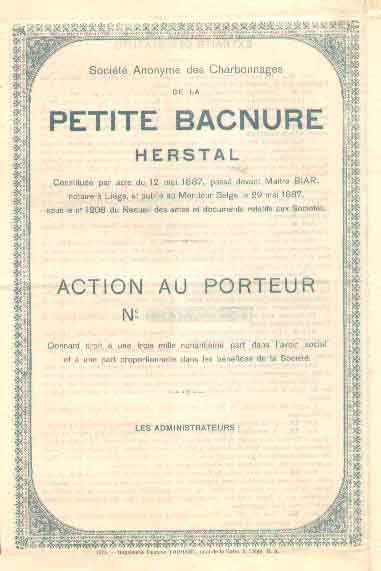
Ancienne action de la Société anonyme des Charbonnages de la Petite Bacnure

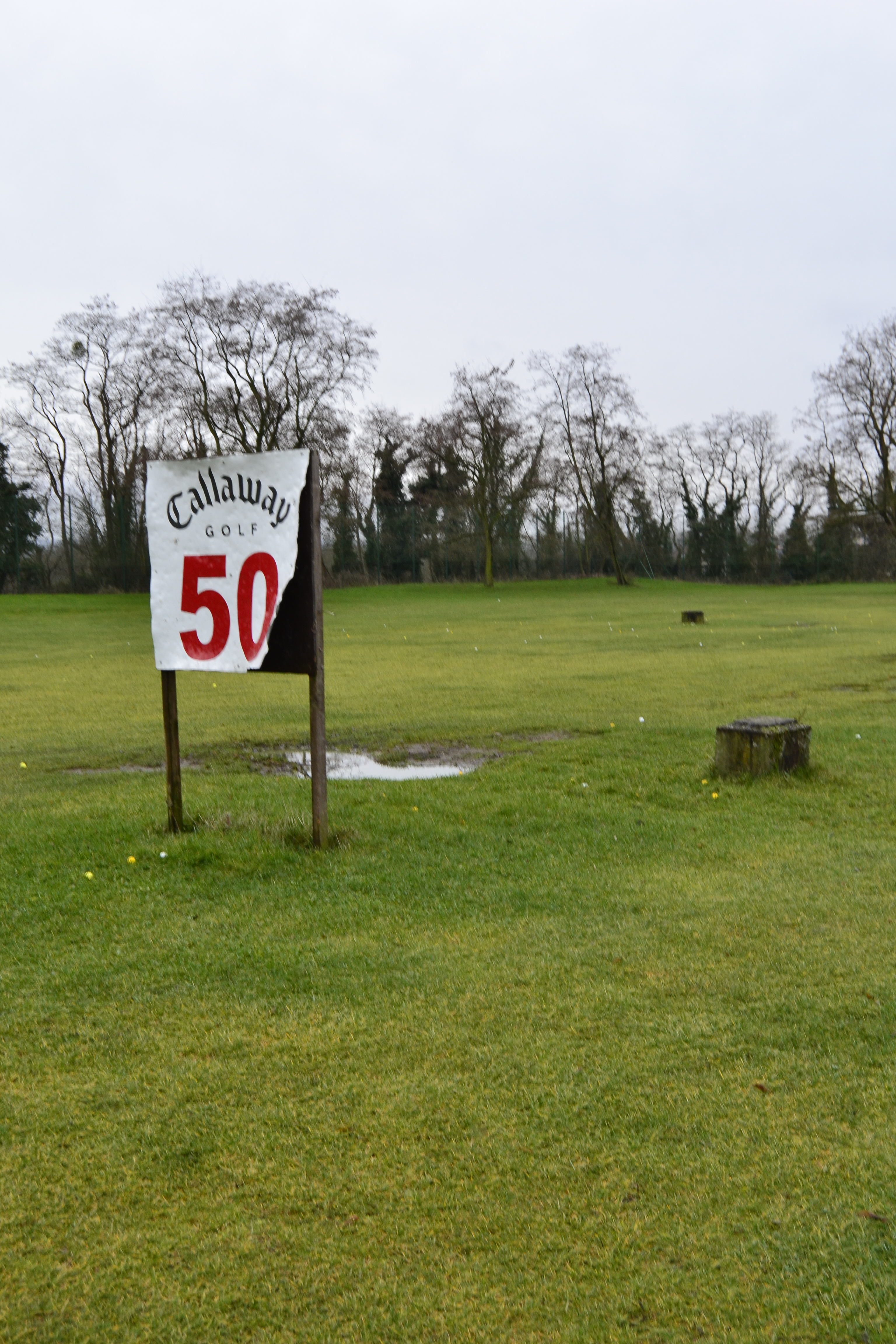
Le puits 2 de la Grande Bacnure sur le site du Golf de Bernalmont

La Société anonyme des Charbonnages de la Grande Bacnure est une ancienne société charbonnière de la région de Liège, dont la concession se situait en aval de Liège en rive gauche de la Meuse sur les territoires des anciennes communes de Liège, Vottem (désormais entièrement Liège), et Herstal,. 
La concession se trouvait à l'est de celle de la Société anonyme des Charbonnages de Bonne Espérance, Batterie, Bonne-Fin et Violette, et à l'ouest de celle de la Société anonyme des Charbonnages du Hasard.

## Histoire
La Société charbonnière de la Grande Bacnure fut fondée en 1824. Le siège d'exploitation (« paire ») supérieur, dénommé « Gérard Cloes », est situé dans le quartier de Bernalmont, et le siège d'exploitation inférieur en contrebas, le long de la voie de chemin de fer, à Coronmeuse, où se trouvaient les lavoirs et les tris à charbon. Un tunnel reliait les deux sites.
En 1865, vingt-neuf mineurs meurent d'un coup d'eau au Charbonnage de la Grande Bacnure. Il y avait parmi eux des enfants, seuls soutiens de la famille.
La société prend le statut de société anonyme en 1885. Elle fusionne en 1920 avec la Société anonyme des Charbonnages de la Petite Bacnure, les deux sociétés appartenant à la Famille Braconier. 
Le site de la Grande Bacnure fermera en 1960. La société arrêtera définitivement son exploitation en 1971 avec la fermeture de la Petite Bacnure.

## De nos jours
Les installations de la Grande Bacnure ont été détruites en 1990 pour permettre l'aménagement du Golf de Bernalmont. Deux tombes  de puits sont visibles sur le terrain d'entrainement. Le Château de Bernalmont, centre d'accueil du golf, est lui-même l'ancienne résidence du directeur de la société.
Les installations de la Petite Bacnure ont aussi été rasées. Une tombe est également toujours visible. Une dalle d'un ancien puits peut être observée à proximité des vestiges de la chapelle du Bouxthay, à l'ouest du terril.
Le terril de la Petite Bacnure est considéré comme Site de Grand Intérêt Biologique.
Les caractéristiques de ce terril, ainsi que les processus de pentes actuels sur ce terril ont été décrits en détail dans une étude de l’Université de Gand. Il s'est trouvé en combustion spontanée, ce qui provoqua le 1er avril 1999 un affaissement au sud-ouest d'un de ses flancs et justifia l'évacuation des riverains de la rue Campagne de la Bance,. Il y a eu une réactivation de ce glissement en 2020.
Le terril de Bernalmont est toujours présent, et voisine le terril de Belle Vue. Celui-ci fut créé par le charbonnage de Belle-Vue et Bien-Venue à Herstal, qui dépendait de la Société anonyme des Charbonnages du Hasard. Ces deux terrils sont également considérés comme Sites de Grand Intérêt Biologique.
Le film Le Far West de Jacques Brel, sorti en 1973, a notamment été tourné au terril de la Petite Bacnure, peu après la fin de l'exploitation.

## Géolocalisation approximative

### Anciens sites d'exploitation[2]
- Siège administratif : 50° 39′ 42″ N, 5° 36′ 35″ E
  - Grande Bacnure : 50° 39′ 41″ N, 5° 36′ 27″ E
  - Petite Bacnure : 50° 40′ 09″ N, 5° 36′ 33″ E

### Terrils
- Bernalmont - 50° 39′ 34″ N, 5° 36′ 38″ E - (inexploité)
- Gérard Cloes - 50° 39′ 46″ N, 5° 36′ 20″ E - (disparu)
- Petite Bacnure - 50° 40′ 02″ N, 5° 36′ 29″ E - (inexploité)

Sources,

## Sources
- Ballade sur le sentier des terrils - labraise.be
- Rendez-vous sur les sentiers de Herstal avec MPLP - labraise.be
- Le terril de Bernalmont - Chaîne de terrils de la région liégeoise
- André De Bruyn, Anciennes Houillères de la région liégeoise, Liège, Dricot, 1988, 208 p. (ISBN 2-87095-058-6)
- Claude Gaier, Huit siècles de houillerie liégeoise, histoire des hommes et du charbon à Liège, Liège, Éditions du Perron, 1988, 261 p. (ISBN 2-87114-031-6)